# Luz Long

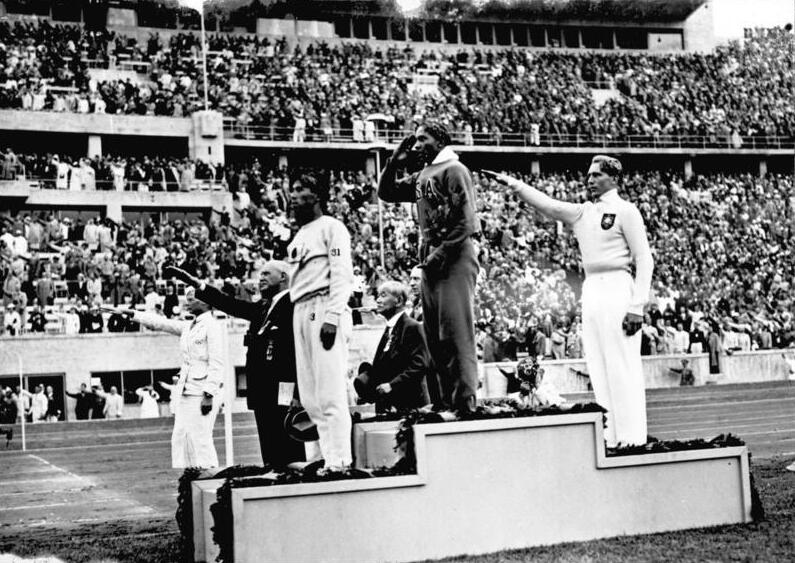
Siegerehrung im Weitsprung: Mitte Owens, links Tajima, rechts Long

Carl Ludwig Hermann „Luz“ Long (* 27. April 1913 in Leipzig; † 14. Juli 1943 in Biscari, Sizilien) war ein deutscher Leichtathlet, der in den 1930er-Jahren im Weitsprung erfolgreich war. Er war mehrfacher Deutscher Meister sowie Europarekordler und gewann bei den Olympischen Spielen 1936 in Berlin die Silbermedaille im Weitsprung.

## Leben

### Familiärer Hintergrund
Luz Long war der Sohn des Besitzers der Leipziger Schwanen-Apotheke Carl Hermann Long (1875–1945) und dessen Ehefrau Johanna Long (1885–1976), geborene Hesse, Tochter des Zahnarztes Friedrich Louis Hesse, Enkelin des Chirurgen Carl Thiersch und Urenkelin des Chemikers Justus von Liebig. Luz Long war Großneffe von Adolf von Harnacks Ehefrau Amalie, geb. Thiersch, und auch Großneffe von Hans Delbrücks Ehefrau Carolina, geb. Thiersch. Luz Longs Urgroßvater Carl August Sebastian Long ist der erste Namensträger der Linie Long, ein Arzt in Friedland (Niederschlesien) und uneheliches Kind einer Prinzessin von Sagan. Luz Long hatte vier Geschwister: Elfriede Lewicki geb. Long (1910–1986), Charlotte Long (1911–2010), Sebastian Long (1914–1966) und Heinrich Long (1920–1940).

### Kindheit, Schul- und Studienzeit
Die Familie wohnte zunächst im Haus der Schwanen-Apotheke in der Reitzenhainer Straße 23, der heutigen Prager Straße. 1922 bezog die Familie das ausgebaute Sommerhaus der Familie auf der Russenstraße 24 in Probstheida als Dauerwohnsitz.
Long besuchte von 1919 bis 1923 die Bauersche Privatschule. 1923 trat er zum Nikolai-Gymnasium über, von wo aus er 1932 zum Friedrich-List-Realgymnasium wechselte. Im April 1934 legte er dort sein Abitur ab. Im Herbst des gleichen Jahres immatrikulierte er an der Juristenfakultät der Universität Leipzig. Dort legte Long im Januar 1938 sein Referendarexamen ab.
Long war seit 1937 Mitglied des NS-Studentenbundes. Er trat auch der SA bei, in der er ab Juli 1937 den Rang eines SA-Rottenführers innehatte.
Seine Referendarzeit in den Jahren 1938/1939 verbrachte er am Amtsgericht in Zwenkau. Im Juni 1939 bestand Long sein Staatsexamen. Im Monat darauf wurde er mit dem Thema Die Leitung und Aufsicht des Sports durch den Staat. Eine entwicklungsgeschichtliche Darstellung zum Doktor der Rechte (Dr. jur.) promoviert.

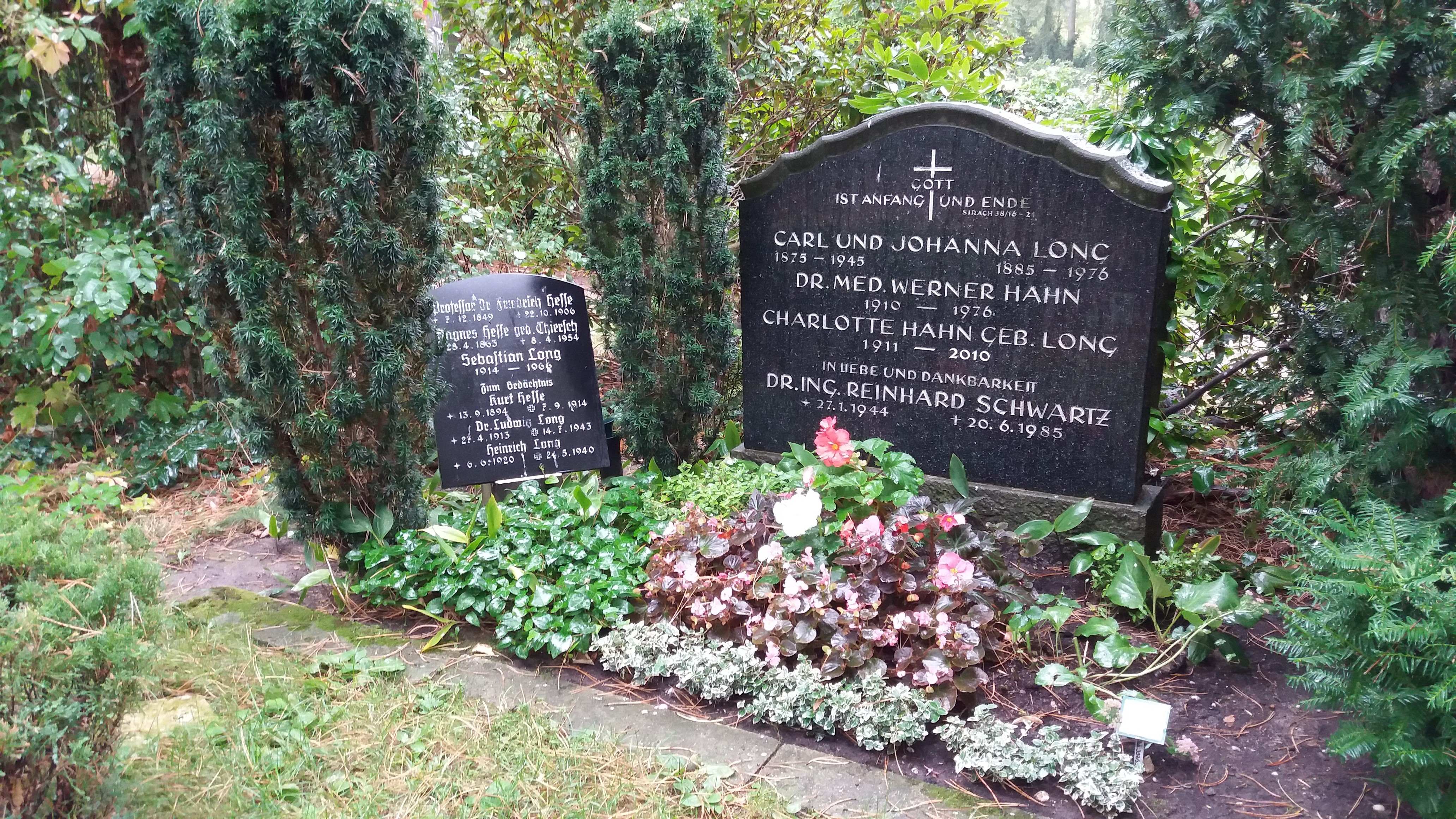
Grab der Familie Long mit Gedenktafel für Luz Long, Südfriedhof Leipzig

### Beruf und Militärdienst
Long zog 1940 nach Hamburg, wo er am Arbeitsgericht tätig war. Am 21. Januar 1940 beantragte er die Aufnahme in die NSDAP und wurde zum 1. April desselben Jahres aufgenommen (Mitgliedsnummer 8.051.702). Im März 1941 legte er das Notexamen zum Assessor ab. Einen Monat später wurde er zur Wehrmacht einberufen und nach Wismar versetzt. Im Mai 1941 folgte seine Vereidigung und im Juli 1941 die Versetzung nach Berlin, wo er bei der Wehrmacht die Tätigkeit als Sportlehrer ausübte.

### Tod

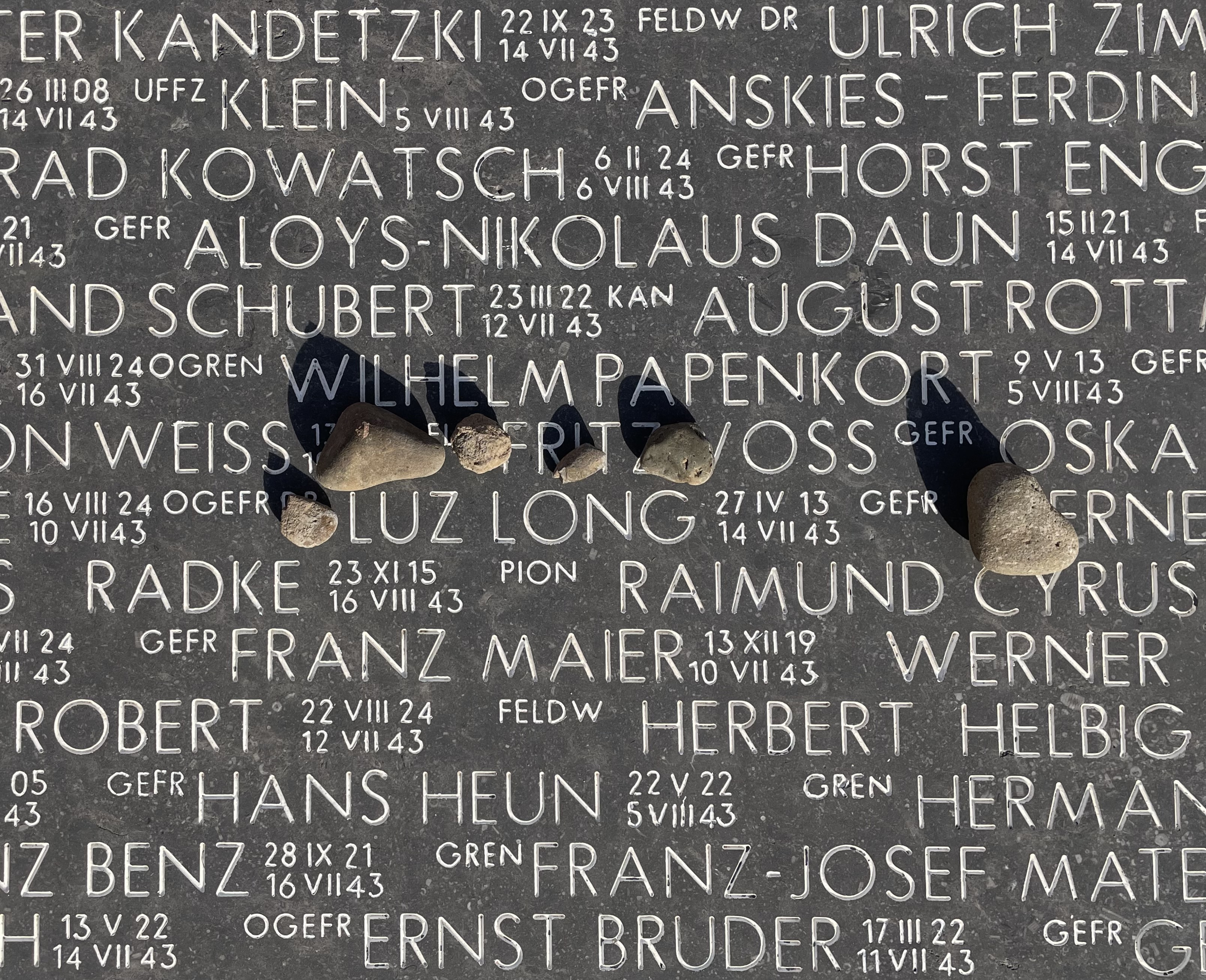
Grabplatte Luz Longs auf der Deutschen Kriegsgräberstätte Motta Sant'Anastasia bei Catania, Sizilien

Im April 1943 erhielt Long in Deep in Pommern eine Schnellausbildung bei der Flakartillerie. Im Monat darauf befand er sich in einer Flakeinheit im Kriegseinsatz in Süditalien. Long kamen offenkundig Zweifel am Sinn seines Einsatzes. Jesse Owens zitiert später aus einem Brief, den er zu Kriegszeiten von Long erhalten hatte: „Lieber Freund Jesse! … Ich fürchte nur, für die falsche Sache zu sterben. Ich hoffe, dass meine Frau und mein Sohn überleben werden. Ich bitte dich als meinen einzigen Freund außerhalb Deutschlands, dass du sie eines Tages besuchen wirst, um ihnen zu sagen, warum ich dies tun musste und wie schön die Zeit war, die wir gemeinsam erlebten. Luz“. Bei der Einnahme Siziliens im Rahmen der alliierten Operation Husky erhielt Long, der den Rang eines Obergefreiten hatte, während der Kämpfe um den Aeroporto di Biscari-Santo Pietro am 10. Juli 1943 einen Schuss in den Oberschenkel und musste beim deutschen Rückzug zurückgelassen werden. Nach Angaben des Owens-Biografen Jeremy Schaap starb er infolge seiner Verletzungen am 14. Juli 1943 in britischer Kriegsgefangenschaft. Sein Kamerad Robert Stadler (1924–2016) schilderte in einer ARD-Sendung am 9. August 2015, er habe mit anderen Wehrmachtssoldaten auf der Flucht vor den Amerikanern den verwundeten Long stark am Schenkel blutend angetroffen und die Wunde nicht hinreichend abbinden können, so dass er – nach Stadlers fortgesetzter Flucht – höchstwahrscheinlich verblutet sei. Er wurde zunächst von den Amerikanern in Gela beerdigt und 1961 in die Deutsche Kriegsgräberstätte Motta Sant’Anastasia auf Sizilien umgebettet.

## Sportliche Karriere

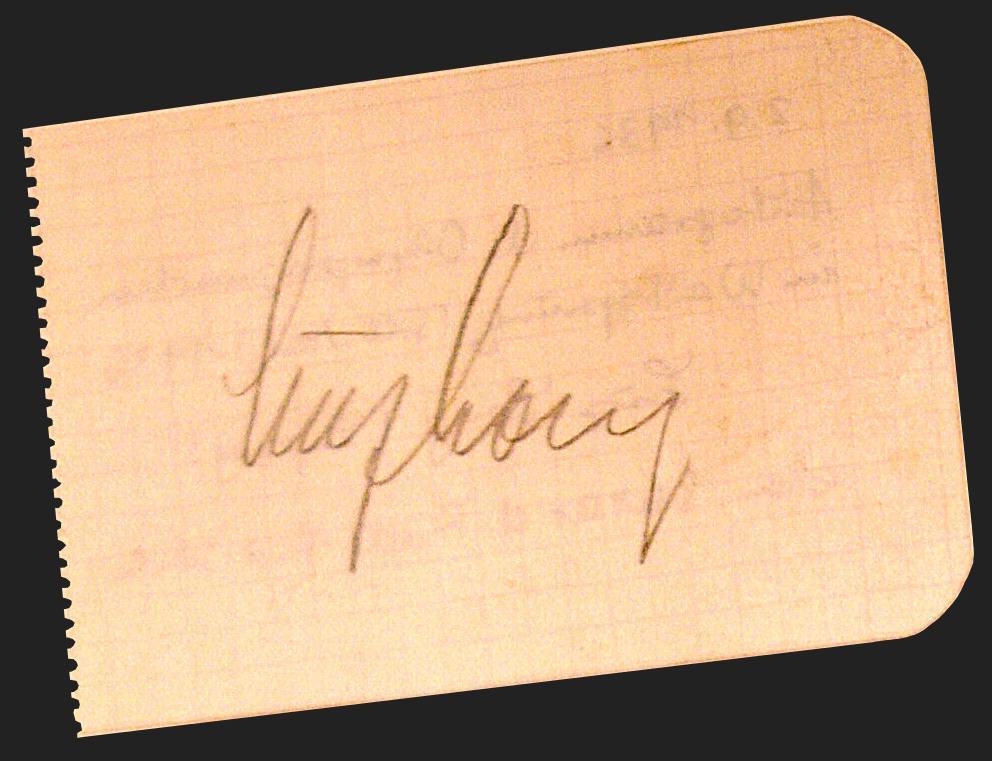
Autogramm von Luz Long, das er nach seinem Gewinn der Olympiamedaille gab

Long errang am 4. August 1936 bei den Olympischen Spielen im Weitsprung die Silbermedaille hinter Jesse Owens. Sicher überliefert ist, dass sich beide Sportler während des Wettkampfes anfreundeten. Nach der Siegerehrung gingen beide untergehakt, Hand in Hand, auf die Zuschauerränge zu. Long, der am Ende mit 7,87 m Owens’ 8,06 m unterlegen war, geriet dadurch in die Aufmerksamkeit der Presse. Weitere Aussagen von Owens, Long habe ihm nach zwei Fehlversuchen in der Qualifikation beim Weitsprung Tipps für den letzten Sprung gegeben, sind höchst umstritten. Während Long kurz nach den Spielen ebenfalls von zwei Fehlversuchen bei Owens schreibt, ist in der Fachzeitschrift Der Leichtathlet vom 5. August 1936 zu lesen, beide Athleten hätten die geforderte Weite bereits beim zweiten Versuch erreicht. 1965 räumte Owens gegenüber Olympiahistoriker Tom Ecker in einem Interview zu seinen Aussagen über Long ein: „Das sind Geschichten, die die Leute hören wollen“.
Long blieb nach den Spielen 1936 für nahezu zwei Jahre bei sämtlichen Weitsprungwettbewerben, bei denen er antrat, ungeschlagen und stellte in dieser Zeit auch einen neuen Europarekord von 7,90 m auf, der bis 1956 Bestand haben sollte. Jesse Owens war im Übrigen unmittelbar im Anschluss an die Spiele in Berlin von seinem Verband der Amateurstatus aberkannt worden, sodass Owens und Long nie wieder gegeneinander antraten. Luz Long startete während seiner gesamten Karriere für den Leipziger SC, wo er von Georg Richter trainiert wurde. In seiner Wettkampfzeit wog er 72 kg, bei einer Größe von 1,84 m.

## Persönliches
Long lernte seine spätere Ehefrau Gisela, geborene Behrens, in Hamburg kennen. Sie  verlobten sich am 22. März 1940 und heirateten am 4. Januar 1941. Aus der Ehe gingen zwei Kinder hervor. Der erste Sohn Kai-Heinrich Long (1941–2021), der 2015 eine Biografie über seinen Vater unter anderem mit privaten Aufzeichnungen und Fotos veröffentlicht hat, wurde am 13. November 1941 geboren; der zweite, Wolfgang Long, am 30. Mai 1943. Wolfgang Long starb noch im ersten Lebensjahr am 6. März 1944 in Leipzig.

## Würdigungen
In Leipzig wurde der Luz-Long-Weg in unmittelbarer Nachbarschaft der Sportwissenschaftlichen Fakultät der Universität Leipzig und des Kanu-Clubs und in München das Luz-Long-Ufer im Münchner Olympiapark nach ihm benannt.

## Statistik
Erfolge im Einzelnen:
- Europäischer Rekord: 1. August 1937 (7,90 m)

- Deutscher Meister im Weitsprung: 1933 (deutscher Rekord 7,65 m), 1934, 1936 (deutscher Rekord 7,81 m), 1937, 1938, 1939
- Meisterschaft der Amateur Athletic Association of England: 1937 mit 7,48 m

- Europameisterschaften 1934 in Turin: Dritter im Weitsprung (7,25 m)
- Olympische Spiele 1936 in Berlin:
  - Zweiter im Weitsprung (7,54 – 7,74 – 7,84 – 7,73 – 7,87 m – ungültig)
  - Zehnter im Dreisprung (14,31 – 14,62 – ungültig; nach dem Vorkampf ausgeschieden)
- Europameisterschaften 1938 in Paris: Dritter im Weitsprung (7,33 – 7,54 – 7,27 – 7,39 – 7,56 m – 7,48)

## Zitate
“It took a lot of courage for him to befriend me in front of Hitler. You can melt down all the medals and cups I have and they wouldn't be a plating on the 24-karat friendship I felt for Luz Long at that moment. Hitler must have gone crazy watching us embrace. The sad part of the story is I never saw Long again. He was killed in World War II.”

„Es brauchte sehr viel Mut, um sich vor den Augen Hitlers mit mir anzufreunden. Man könnte alle Medaillen und Pokale, die ich habe, einschmelzen, aber sie könnten die 24-Karat-Freundschaft, die ich in diesem Moment für Luz Long empfand, kein bisschen goldener machen. Hitler muss wohl wahnsinnig geworden sein, als er uns umarmen sah. Das Traurige an der Geschichte ist, dass ich Long nie mehr gesehen habe. Er wurde während des Zweiten Weltkriegs getötet.“

## Veröffentlichungen
- Die Leitung und Aufsicht des Sports durch den Staat. Leipzig 1939. (Juristische Dissertation)

## Dokumentation
- NDR Doku 2019 – Luz Long, eine Geste für die Ewigkeit, Online